# Кальдерон, Серапио
Серапио Кальдерон (исп. Serapio Calderón; 1843, Паукартамбо — 1922, Куско) — перуанский политик, в течение краткого времени в 1904 году занимал пост президента Перу. В 1903 году был избран вместе с Мануэлем Кандамо как второй вице-президент. Первым вице-президентом был Лино Аларко, но он умер, так и не вступив в должность. После смерти в 1904 году президента Мануэля Кандамо ненадолго возглавил страну до проведения новых выборов на которых победил Хосе Пардо и Барреда.